# سام فاينز
سام فاينز (بالإنجليزية: Sam Vines)‏ هو لاعب كرة قدم أمريكي في مركز الدفاع، ولد في 31 مايو 1999 في كولورادو سبرينغز في الولايات المتحدة. شارك مع منتخب الولايات المتحدة لكرة القدم. أما مع النوادي، فقد لعب مع رويال أنتويرب وشارلوت إندبنتنس وكولورادو رابيدز.

## وصلات خارجية
- سام فاينز على موقع الاتحاد الأوربي (الإنجليزية)
- سام فاينز على موقع الدوري الأمريكي (الإنجليزية)
- سام فاينز على موقع قاعدة بيانات كرة القدم.إي يو (الإنجليزية)
- سام فاينز على موقع ناشيونال فوتبول تيمز (الإنجليزية)
- سام فاينز على موقع Soccerbase.com (لاعب) (الإنجليزية)
- سام فاينز على موقع Soccerway.com (الإنجليزية)
- سام فاينز على موقع عالم كرة القدم.نت (الإنجليزية)